# Nicolas Naaman
Nicolas Naaman SMSP (* 22. Juni 1911 in Damaskus; † 20. August 1982) war ein Erzbischof der Melkitischen Griechisch-Katholischen Kirche von Bosra und Hauran in Syrien.

## Leben
Nicolas Naaman wurde am 15. August 1937 zum Priester geweiht und ist Angehöriger der Missionsgesellschaft des heiligen Paulus (SMSP). Er erhielt seine Ernennung zum Erzbischof von Bosra und Hauran am 23. August 1967 und wurde Nachfolger von Pierre Chami. Erzbischof Mikhayl Assaf von Petra und Philadelphia (Jordanien) spendete ihm am 8. Oktober 1967 die Bischofsweihe, ihm assistierten die Mitkonsekratoren Erzbischof Paul Achkar und Erzbischof Joseph Elias Tawil. Naaman war über 14 Jahre Erzbischof und war Mitkonsekrator bei Erzbischof Habib Bacha, sein Nachfolger wurde Erzbischof Boulos Nassif Borkhoche.

## Ehrungen
Der libanesische Publizist und Herausgeber Naji Naaman stiftete 2007, anlässlich des 25. Todestages von Nicolas Naaman, den „Archbishop Nicolas Naaman's Prize for human virtues“ ( de: Erzbischof Nicolas Naaman-Preis für menschliche Tugenden).